# Gloster E.1/44
Gloster E.1/44 byl návrh britského jednomotorového proudového stíhacího letounu za 2. světové války. Prototypy však byly dokončeny až po válce a letoun se nikdy nedostal do sériové výroby.

## Vývoj a popis
Úspěšné testování prvního britského proudového letounu Gloster E.28/39 vedlo od roku 1940 k vývoji dvoumotorového proudového letounu Gloster Meteor. Avšak v roce 1942 společnost Rover, která měla kontrakt na výrobu proudových motorů W.2, měla s jejich produkcí problémy, a proto britské ministerstvo letectví vydalo požadavky E.5/42 na návrh jiného letounu, který by používal místo dvou motorů jen jeden. Gloster představil návrh jednoplošníku s tenkým křídlem a ocasními plochami ve tvaru „T“ s klasickým uspořádáním podvozku se záďovým kolečkem. Měl být poháněn jedním proudovým motorem Halford H.1 nebo Rolls-Royce Nene s vstupy vzduchu u kořene křídla. Výroba dvou prototypů GA.1 začala na konci roku 1943. Nakonec i společnost Rolls-Royce zahájila výrobu proudových motorů (motory W.2 začaly být známé pod označením Rolls-Royce Welland). Tak byl problém se zásobováním motory vyřešen. To znamenalo, že jednomotorový letoun již nebyl potřeba. Gloster pokračoval v práci na svém projektu soukromě, přičemž uvažoval o použití motoru Halford H.1 místo motoru W2/Welland.
V roce 1944 ministerstvo vydalo specifikace E.1/44 na exprimentální letoun využívající nový motor Rolls-Royce Nene. Gloster na základě těchto specifikací vypracoval nový návrh (GA.2), který nebyl založen na E.5/42, ale byl podstatně větší. Gloster obdržel kontrakt na postavení jednoho prototypu v roce 1944 s tím, že objednávka dalších třech letounů bude následovat na konci roku 1945.
Novým návrhem byl středoplošník polonosné konstrukce (část namáhání nesl plášť letounu) s podvozkem s příďovým kolem na rozdíl od návrhu E.5/42. Vodorovné ocasní plochy byly namontovány uprostřed zadní části trupu pod jednoduchou svislou ocasní plochou (vertikálním stabilizátorem s kormidlem). Motor nasával vzduch půlkruhovými otvory, které se nacházely vpředu u kořenů křídla. Na potah křídla byla neobvykle použita nerezavějící ocel, která byla náročná na výrobu.

## Operační historie
Vývoj nového stíhacího stroje probíhal pomalu, protože Gloster se soustředil na vývoj stroje Meteor. První prototyp byl dokončen až v červenci 1947. Tento prototyp byl ale zničen při dopravní nehodě během jeho přepravy do Boscombe Down k letovým zkouškám.
První E.1/44 (druhý prototyp) poprvé vzlétnul 9. března 1948 pilotovaný hlavním zkušebním pilotem společnosti Gloster Billem Watertonem, který rozhodně nebyl nadšen jeho letovými vlastnostmi a nedostatkem výkonu, přičemž jej pojmenoval jako „Gormless (Pitomý)“. Tohoto neoficiálního jména se letoun nezbavil. Letoun žádné oficiální jméno nedostal, ale uvažovalo se, že bude pojmenován „Ace (Eso)“.
Ovladatelnost byla zpočátku velmi špatná. Zlepšení přinesla úprava vodorovné ocasní plochy, která byla u třetího prototypu (TX148) nyní namontována výš doprostřed svislé ocasní plochy. Zatímco byla takto vylepšena ovladatelnost, výkon byl slabý. Nakonec byl program v roce 1949 zastaven, protože letoun neměl takový potenciál dalšího rozvoje jako Meteor. Čtvrtý prototyp (TX150) nebyl dokončen. Přepracované ocasní plochy letounu E.1/44 však byly použity na letounu Meteor a letouny měly tyto ocasní plochy od verze Meteor F.8 a výše. Nakonec létaly v roli testovacích letounů jen dvě letadla, předtím než byly vyřazeny. Jedno z nich létalo nejméně do roku 1951.

## Varianty

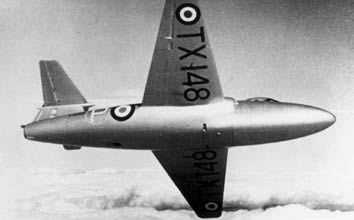
Gloster E1/44 GA.2 Ace (TX148)

GA.1
Jednomotorová verze dle požadavků E.5/42 – dva letouny se sériovými čísly SM801 a SM805. Konstrukce byla opuštěna.
GA.2 Ace
Vylepšená varianta dle požadavků E.1/44 – tři letouny se sériovými čísly SM809, TX145 a TX148. SM809 byl zničen během dopravy do Boscombe Down po silnici, TX145 poprvé vzlétnul 9. března 1948.
GA.3
Předvýrobní letoun se sériovým číslem TX150. Nebyl dostavěn.
GA.4
40 prvních sériových letounů, které byly objednány ve dvou várkách v dubnu a červenci 1946. Objednávka byla zrušena a letouny nebyly postaveny.

## Specifikace (E.1/44)
Technické údaje pocházejí z publikace „The British Fighter since 1912“.

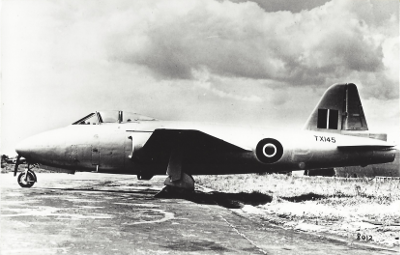
Gloster E1/44 GA.2 Ace (TX145)

### Technické údaje
- Posádka: 1
- Rozpětí: 10,98 m
- Délka: 11,59 m
- Výška: 3,56 m
- Nosná plocha: 23,6 m²
- Plošné zatížení: 221 kg/m²
- Prázdná hmotnost: 3 755 kg
- Vzletová hmotnost : 5 214 kg
- Pohonná jednotka: 1× proudový motor Rolls-Royce Nene II
- Tah pohonné jednotky: 22,3 kN

### Výkony
- Cestovní rychlost: ? km/h ve výšce ? m
- Maximální rychlost: 998 km/h (620 mph, 539 uzlů) ve výšce ? m
- Dolet: 660 km (410 mil, 357 námořních mil)
- Dostup: 13 400 m (44 000 stop)
- Stoupání do 40 000 stop: 12,5 minuty

### Výzbroj
- 4× letecký kanón Hispano ráže 20 mm

## Uživatelé
Spojené království
- Královské letectvo – předpokládaný uživatel. Sériové letouny nebyly postaveny.

#### Podobná letadla
- Supermarine Attacker
- Hawker Sea Hawk